# Muriel-Bambus

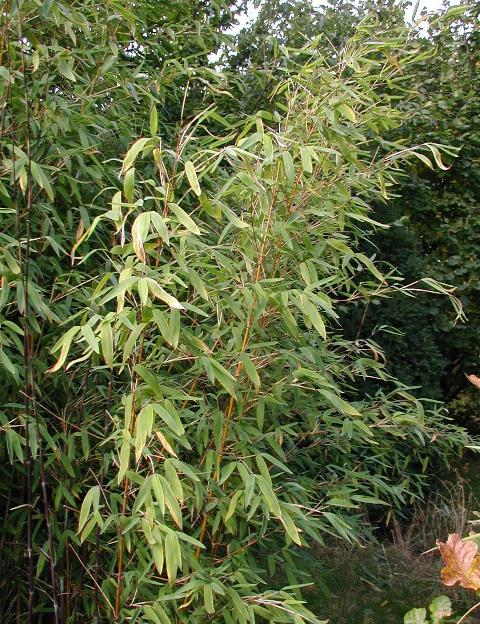
Habitus

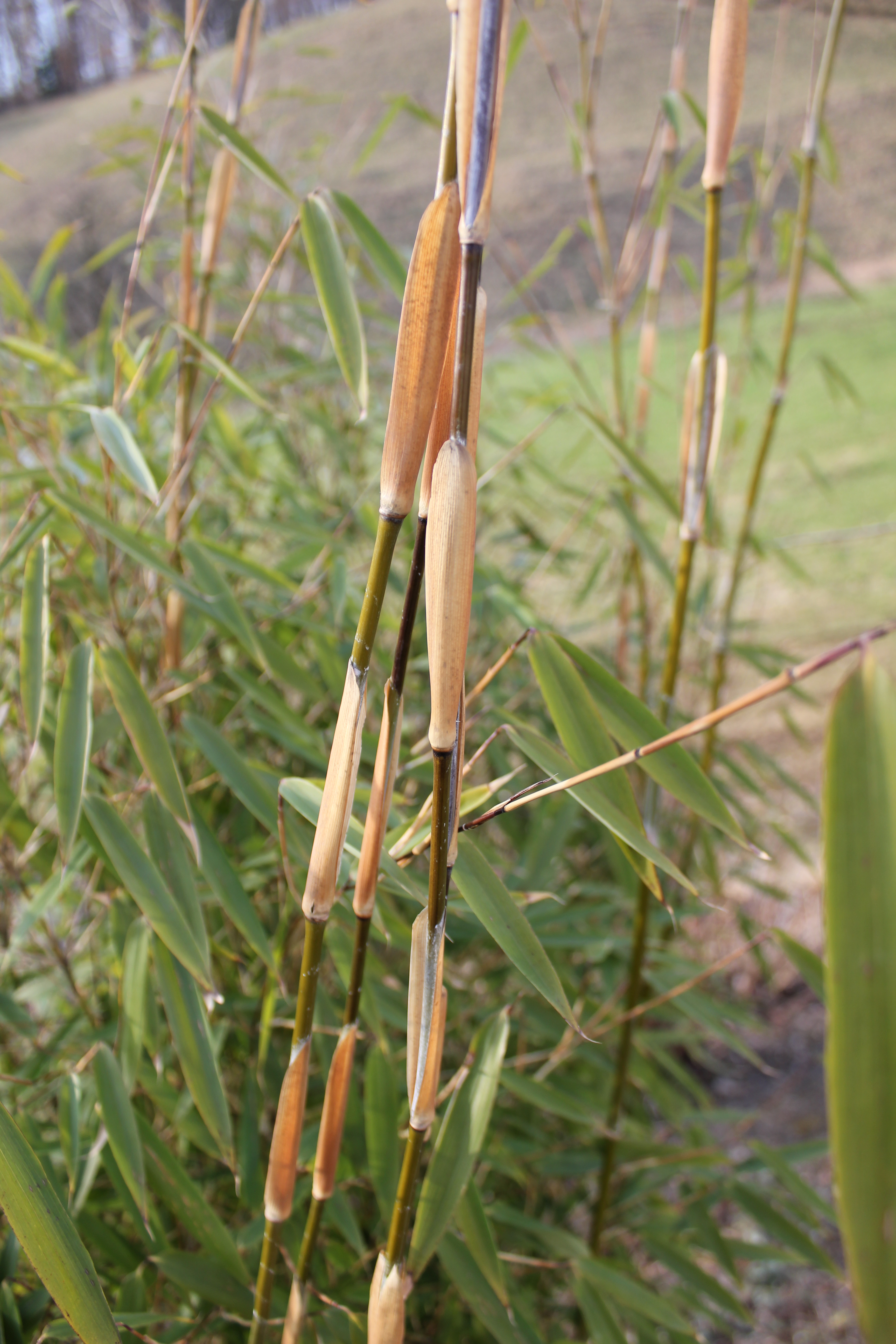
Halm mit Halmscheiden

Der Muriel-Bambus (Fargesia murielae, Synonym: Arundinaria murielae), auch als Schirmbambus bezeichnet, ist eine Bambus-Art der Gattung Fargesia. Aufgrund seiner Winterhärte und der Eigenschaft, keine Ausläufer zu bilden, ist die Art auch in Europa als Zierpflanze beliebt.

## Beschreibung
Der Muriel-Bambus bildet 1 bis 5 Meter hohe und 0,5 bis 1,4 Zentimeter durchmessende Halme. Die Internodien sind zylindrisch, 15 bis 23 Zentimeter lang, zuerst weiß bemehlt mit leichten Längsrippen. Die Wandstärke beträgt 1,5 bis 2,5 Millimeter, das Innere ist mit Mark gefüllt. Der Bereich über den Knoten hat etwa den gleichen oder einen etwas größeren Durchmesser als der Knoten selbst. Der untere Bereich des Knotens mit der Blattscheidennarbe steht etwas hervor. Die Halmscheiden sind ledrig und kahl und fallen ab, Öhrchen und Borsten fehlen. Die Ligula ist gebogen oder abgebrochen, 0,5 bis 1 Millimeter lang und kahl. Je Knoten werden drei bis zehn Zweige gebildet. Je Endzweig werden ein bis zwei, maximal sechs Laubblätter gebildet. Die Blattscheide der Laubblätter ist kahl, Borsten werden gebildet, Öhrchen fehlen. Die Ligula ist abgebrochen und etwa 1 Millimeter lang und kahl. Die Blattspreite ist kahl wird 6 bis 10 Zentimeter lang und 0,8 bis 1,2 Zentimeter breit. Die Nebenadern sind in Gruppen zu drei oder vier zusammengefasst, querverlaufende Blattadern sind sichtbar. Wie andere Fargesia-Arten auch, ist die Art nicht wuchernd und bildet Horste.

## Taxonomie
Der Muriel-Bambus wurde 1920 von James Sykes Gamble in Bulletin of Miscellaneous Information, Royal Gardens, Kew Jahrgang 1920 Teil 10 Seite 344 als Arundinaria murielae erstbeschrieben. Die Art wurde 1983 von Tong Pei Yi in Journal of Bamboo Research. [Zhuzu Yanjiu Huikan.] Band 2 Teil 1 Seite 39 als Fargesia murielae (Gamble) T.P.Yi in die Gattung Fargesia gestellt. Ein Synonym ist Fargesia ostrina T.P.Yi.
Der Gattungsname Fargesia erinnert an den französischen Missionar in West-China, Paul Guillaume Farges (1844–1912). Das Artepitheton murielae weist auf Muriel Wilson hin, die Tochter des britischen Pflanzensammlers Ernest Wilson, der diesen Bambus 1910 in den USA einführte.

## Verbreitung
Die Heimat des Muriel-Bambus ist die Provinz Sichuan und das Waldgebiet Shennongjia in der Provinz Hubei im südlichen Zentral-China. Dort gedeiht die Art in Höhenlagen von 1600 bis 3000 Metern.

## Verwendung
Es ist ein winterharter Bambus, der Temperaturen von −18 bis −26 °C erträgt. Er braucht Feuchtigkeit und verträgt keine langen Trockenperioden. Der Bambus ist auch in Europa als Zierpflanze verbreitet und kann auch in Pflanzengefäßen gezogen werden. Die Schösslinge sind essbar.

## Nachweise